# Jardim do Alto de Santa Catarina
O Jardim do Alto de Santa Catarina, também conhecido como Jardim do Adamastor, é um jardim em Lisboa. Jardim pequeno e simples, no Alto de Santa Catarina, numa das clássicas sete colinas de Lisboa, perto da Calçada do Combro, à qual se chega através da Travessa de Santa Catarina.

## História
Em 1877, um português que enriquecera no Brasil quis construir um grande prédio neste local, mas a Câmara não autorizou e construiu o jardim público atual.
A 10 de junho de 1927 foi inaugurado o monumento dedicado à figura simbólica do Adamastor, figura lendária e marítima descrita nos Lusíadas, colocado no centro do jardim, sobre um bloco de pedras sobrepostas, uma obra do escultor Júlio Vaz Júnior, em mármore azul.